# M/K Folkvang
Le M/K Folkvang est un ancien cotre de pêche norvégien transformé en voilier de plaisance.
Son port d'attache actuel est Grøtfjord en Norvège.

## Histoire
Le M/K Folkvang, fut construit en 1911, au chantier de Nils Skandfer dans le Kulstadsjøen (près de Mosjøen, Nord de la Norvège). Nils Skandfer a construit près de 300 bateaux de pêche entre 1903 et 1920.
Celui-ci fut l'un des premiers bateaux de pêche norvégien à être ponté. Il a été motorisé dès 1917 et eut une longue carrière en pêcherie.
En 1977 il est racheté par un habitant d'Oslo. Son propriétaire ayant fait faillite le bateau et abandonné et coule en 1992 sur son point d’amarrage dans le port d'Oslo.
En 1993, le bateau est renfloué par un groupe de passionnés de vieux gréements qui veulent le restaurer complètement en vue de Brest 2000 créent l'association Astafjord Kystlag pour cette entreprise. Une subvention de l'état, au titre du patrimoine culturel fut attribué au sauvetage du Folkvang. Il ne fut remis à l'eau qu'en 2004 et participa
aux différentes éditions des Fêtes maritimes de Brest : Brest 2004, Brest 2008 et aux Tonnerres de Brest 2012.

## Caractéristiques
Son gréement est celui de ketch aurique : 2 mâts en une seule partie en bois un grand mât et un mât de tapecul), une grand-voile à corne, un flèche, un foc et une trinquette sur le bout-dehors et une voile de tapecul. Il dispose d'un roof autour du mât arrière et de 3 cabines-couchettes.